# Parque Nacional Monte Aberdeen
O Parque Nacional Monte Aberdeen (em inglês: Mount Aberdeen National Park) é uma área protegida localizada em Queensland (Austrália). Situa-se a 961 km a noroeste de Brisbane.

## Dados
- Área: 29,10 km²
- Coordenadas: 20° 11' 55" S 147° 55' 16" E
- Data de criação: 1967
- Administração: Serviço para a Vida Selvagem de Queensland
- Categoria IUCN: II